# Schraumen
Schraumen oder Schraumeln ist ein Kartenspiel des schweizerischen Spieleerfinders Urs Hostettler. Es war im Jahr 1992 auf der Auswahlliste des Spiel des Jahres.
Das Wort „Schraumen“ ist eine Wortschöpfung aus Schriftrollen und Pflaumen. Der Verlag F.X. Schmid hat das Spiel unter dem Namen „Schraumeln“ vertrieben. Er vermutete, dass ein Verb als Name erfolgversprechender sei als ein Wort, welches nicht so einfach einzuordnen ist.
Das Spiel handelt vom Schraumenland. Die Bewohner heißen Schraumen (Einzahl: Schraum), bauen Pflaumen an und bemessen ihren Reichtum ebenfalls in der Menge der Pflaumen, die ein einzelner besitzt. Der höchste Schraum ist der Druide. Er darf Gesetze erlassen und Schriftrollen versteigern. Welcher Schraum am Ende die meisten Pflaumen hat, wird zum Oberschraum erkoren.

## Spielmaterial

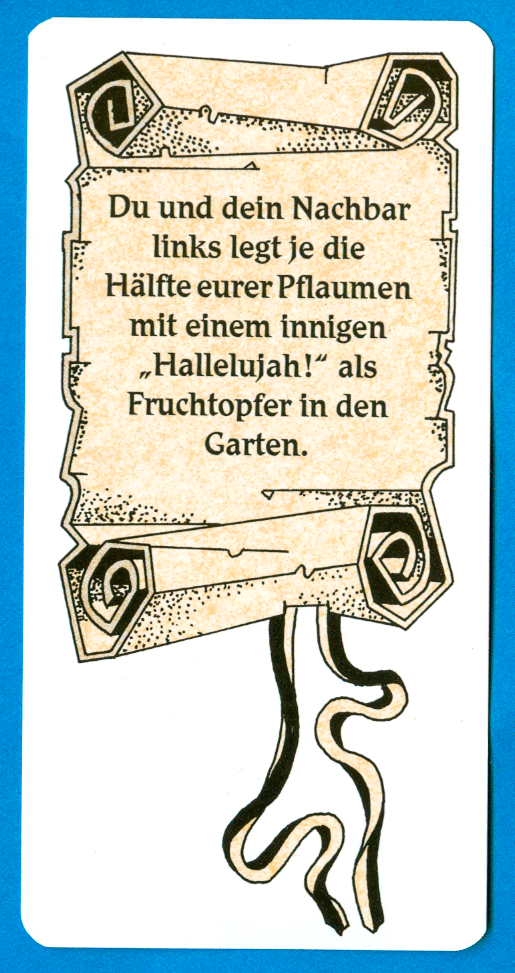
Beispielschriftrolle

Das Spielmaterial besteht aus 77 Karten (Schriftrollen), 100 Münzen (Pflaumen) und aus einem Spielbrett mit eingebautem Becher (Garten) für die Pflaumen und einer eingezeichneten Feuerstelle für das Ablegen der verlesenen Schriftrollen.

## Spielablauf
Vor Spielbeginn werden die Karten gemischt; elf Karten werden zur Seite gelegt und je drei an jeden Mitspieler verteilt. Ebenso erhält jeder Mitspieler sieben Pflaumen, die er für alle ersichtlich vor sich hinlegen muss. Die Anzahl Pflaumen pro Mitspieler muss jederzeit transparent sein.
Es wird reihum gespielt. Jeder Spieler übernimmt einmal die Rolle als Druide. Der Druide erlässt Gesetze, d. h. der Spieler darf eine beliebige Anzahl seiner Schriftrollen verlesen, darf aber am Ende des Verleses nicht mehr als fünf Karten in seiner Hand halten. Sobald die Karte verlesen wurde, wird sie in der Feuerstelle verbrannt. Jede Karte birgt ein Gesetz, welches nach dem Verlesen gültig wird. Das kann z. B. sein, dass derjenige Mitspieler mit dem größten Pflaumenschatz dem Nachbarn eine Schriftrolle schenken muss oder dass der Druide sechs Pflaumen aufnehmen darf etc.
Am Ende des Verlesens nimmt der Druide die erste Karte vom Stapel und schaut sie für sich an. Den Inhalt der Karte darf er nicht verraten. Danach wird diese Karte versteigert. Bieten dürfen nur Spieler, die nicht bereits fünf oder mehr Karten besitzen. Auch der Druide darf mitsteigern. Bietet ein Mitspieler am meisten, so geht die Bezahlung an den Druiden. Bietet der Druide am meisten, so legt er die Pflaumen zurück in den Garten. Will kein Spieler für die Karte bieten, so bekommt sie der Druide kostenlos.
Das Spiel endet, wenn entweder keine Karten mehr versteigert werden können oder wenn eine Karte bestimmt, bei welcher Bedingung das Spiel endet. Der Gewinner ist derjenige Spieler, der am Ende die meisten Pflaumen besitzt.